# Lăzești
Lăzești falu Romániában, Erdélyben, Fehér megyében. Közigazgatásilag Aranyosvágás községhez tartozik.

## Története
Lăzeşti korábban Lezest része volt, 1956 körül vált külön 71 lakossal.
1966-ban 73, 1977-ben 97 román lakosa volt. 1992-ben 56 lakosából 55 román, 1 magyar, 2002-ben pedig 45 román lakosa volt.

## Látnivalók
- 18. századi ortodox fatemplom